# 雙連坡福明宮
24°57′57″N 121°11′06″E / 24.965831°N 121.185044°E
雙連坡福明宮，是位於臺灣桃園市平鎮區雙連里的三官大帝廟。

## 沿革
桃園的三官大帝信仰，有各地輪祀三界爐的習俗。雙連坡的三官大帝信仰則是乾隆五十四年（1789年）劉奇珍、劉華珍、劉璞珍三兄弟從八里坌來此開墾後，與在中壢洽溪的謝姓先民輪祀從漳州奉請的三界爐，直到1923年決定三界爐留在雙連坡。
戰後時期初，從中壢興南、崎頂到平鎮雙連坡一帶列為限建區。雙連坡居民直到1982年才倡議以雙隆福德祠、雙龍福德祠、水波蓮花池等三處擇一建立三官大帝廟，最後以擲筊決定雙龍福德祠，次年建。廟頂的三官大帝神像總高22公尺。今址在雙福路2段2號。

## 祭祀
雙連坡福明宮逢農曆八月十四日，舉行平安戲。因平鎮的各大宮廟習於農曆八月後舉行繞境，此廟自2007年與平鎮褒忠祠、平鎮廣隆宮、北勢三崇宮、安平鎮鎮安宮、南勢南蒼宮、山仔頂福林宮、平鎮東勢建安宮一同舉行聯合遶境。
相傳謝姓先民來雙連坡開墾時，發現一棵像是土地公像貌的相思樹，因而安奉稱為「大莊土地公」。據傳20世紀中葉時，該神樹遭到雷擊，但在樹下躲雨的牧童及水牛卻安然無恙。雙連坡福明宮興建時，挖到此棵樹。廟委劉興典表示，1983年發現時原準備當柴火燒，但廟委楊新紅說土地公託夢這是祂化身，因此委由板橋市一家雕刻行加工成高、寬均九尺多土地公神像。神像今供俸於財神殿，稱為「福祿樹財神」。